# Pinkus Müller
Vous pouvez aider à l'améliorer ou bien discuter des problèmes sur sa page de discussion.
- Il ne cite pas suffisamment ses sources. Vous pouvez indiquer les passages à sourcer avec {{référence nécessaire}} ou {{Référence souhaitée}}, et inclure les références utiles en les liant aux notes de bas de page. (Marqué depuis mai 2021)
- Il contient une ou plusieurs listes. Le texte gagnerait à être rédigé sous la forme d’un ou plusieurs paragraphes synthétiques, afin d’être plus agréable à lire. (Marqué depuis mai 2021)

- Archive Wikiwix
- Bing
- Cairn
- DuckDuckGo
- E. Universalis
- Gallica
- Google
- G. Books
- G. News
- G. Scholar
- Persée
- Qwant
- (zh) Baidu
- (ru) Yandex
- (wd) trouver des œuvres sur Wikidata

Pinkus Müller est une brasserie et malterie à Münster, dans le Land de Rhénanie-du-Nord-Westphalie.

## Histoire

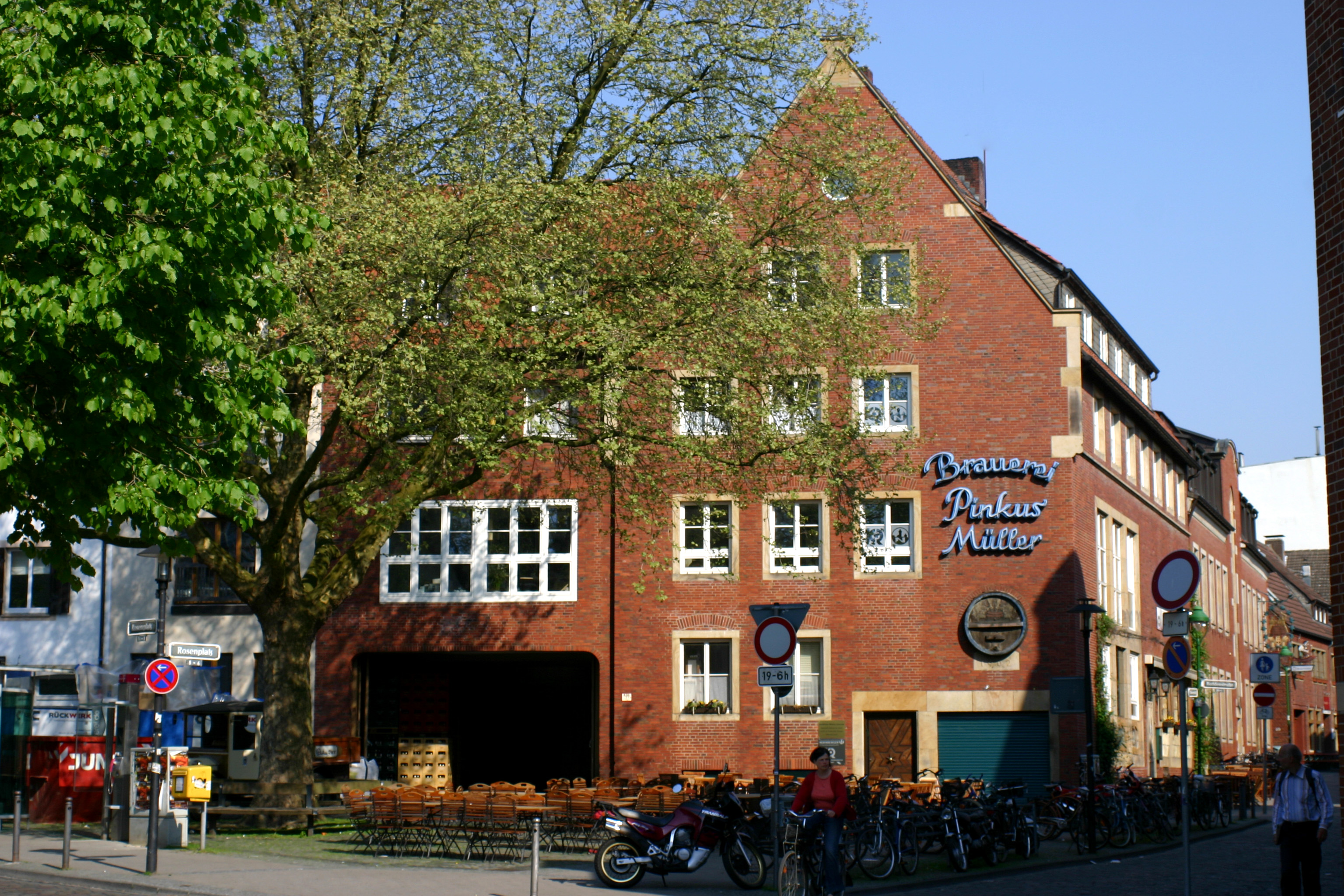
Siège de l'entreprise

Johannes Müller (1792–1871), originaire de Hildebrandshausen, s'installe à Münster en 1816 et fonde une brasserie et une boulangerie. La boulangerie ferme en 1866, une malterie s'ouvre à la place. Carl "Pinkus" Müller, descendant du fondateur, se fait connaître comme chanteur pendant le Troisième Reich. Après cette carrière, il se consacre à la brasserie.

## Production
- Pinkus Original Alt
- Pinkus Special (Pils non filtrée)
- Pinkus Hefe Weizen
- Pinkus Hefe Weizen sans alcool
- Pinkus Pils
- Müller's Lager (d'après les standards de Demeter)
- Pinkus Jubilate (bière blonde foncée)
- Pinkus Classic (selon une recette historique)
- Pinkus Bock
- Müller’s Malz
- Pinkus Honigmalz
- Pinkus sans alcool
- Pinkus Leicht
- Pinkus Extra
- Münsterländer Naturbier hell